# Chitrouni
Chitrouni est une ville de l'union des Comores, situé sur l'île d'Anjouan. En 2010, sa population est estimée à 1 218 habitants